# ماغي بايلس
ماغي بايلس (بالإنجليزية: Maggie Baylis)‏ هي مصممة جرافيك أمريكية، ولدت في 1912، وتوفيت في 10 ديسمبر 1997 بسبب سرطان الكبد.